# Cody Gakpo
Cody Mathès Gakpo (* 7. května 1999 Eindhoven) je nizozemský profesionální fotbalista, který hraje na pozici křídelníka či útočníka za anglický klub Liverpool FC a za nizozemskou reprezentaci.
Gakpo je odchovancem akademie PSV Eindhoven a v prvním týmu debutoval v únoru 2018. V sezoně 2021/22 získal ocenění pro nejlepšího nizozemského fotbalistu roku, když ve 47 zápasech ve všech soutěžích vstřelil 21 gólů.
Gakpo prošel mládežnickými výběry za svou rodnou zemi Nizozemsko od U18 do U21. V „áčku“ debutoval v červnu 2021 na Euru 2020.

## Klubová kariéra
V roce 2007 přešel do mládežnické akademie PSV Eindhoven, kde poté prošel všemi mládežnickými týmy. V sezóně 2016/17 byl poprvé součástí rezervního týmu Jong PSV, ale nastupoval především v týmu U19. Debut si připsal 4. listopadu 2016 v Eerste Divisie, tedy v druhé nizozemské lize, za Jong PSV v utkání proti Helmond Sportu, ve zbytku sezony se za Jong PSV objevil už jen jednou. Poté, co se jeho produktivita v následující sezóně Eredivisie U19 zvýšila, ve 13 ligových zápasech vstřelil sedm branek a přidal pět asistencí, byl nakonec na přelomu roku povýšen do rezervy. Ve svém druhém vystoupení v druholigové Eerste Divisie 19. ledna 2017 při venkovní výhře 3:2 nad De Graafschapem vstřelil dokonce branku a i asistoval u třetí branky svého týmu. Za Jong PSV dokázal v následující sezóně 2017/18 vstřelit sedm branek, kterých dosáhl ve 12 ligových zápasech.

### První tým
V prvním týmu PSV debutoval Gakpo 25. února 2018 jako střídající hráč při vítězství 3:1 nad Feyenoordem. V sezóně 2018/19 dokázal Gakpo své výkony ještě zlepšit. Toho si všiml i trenér prvního týmu Mark van Bommel. V první polovině sezony byl několikrát povolán do prvního týmu, zpočátku však pouze zůstával na lavičce. 3. prosince 2018 při domácím vítězství 5:1 nad Go Ahead Eagles zaznamenal první hattrick ve své profesionální kariéře, i když zatím pouze za mládežnický tým. Poté, co o 18 dní později, 21. prosince, při domácím vítězství 5:2 proti Almere City vstřelil gól a připsal si asistenci, nastoupil poprvé v Eredivisii a to jen o den později. Při domácím vítězství 3:1 nad AZ Alkmaarem nahradil v posledních minutách Stevena Bergwijna. Do konce roku vstřelil v deseti ligových zápasech za Jong PSV devět gólů a následně byl již naposledy povýšen a do mládežnického týmů už se nikdy nevrátil. 3. února 2019 vstřelil ve svém druhém vystoupení při domácím vítězství 5:0 nad Fortunou Sittard svůj první ligový gól a u dalšího gólu také asistoval. Do konce sezony nastoupil ve 14 ligových zápasech, ale bez toho, aby dokázal zaznamenat další gól.
V sezóně 2019/20 se prosadil v Eredivisii a v 25 ligových zápasech zaznamenal sedm branek a stejný počet asistencí.
13. září 2020, v 1. kole Eredivisie 2020/21, Gakpo vstřelil svůj první gól v této sezoně a přispěl k výhře nad Groningenem 3:1. Další gól vstřelil 24. září při venkovním vítězství 5:1 v 3. předkole Evropské ligy proti slovinské Muře, díky němuž se PSV kvalifikoval do 4. předkola. V něm se opět zapsal mezi střelce, když 1. října 2020 vstřelil druhý gól PSV při výhře nad 2:0 Rosenborgem. Sezónu zakončil se statistikou 29 zápasů, 11 gólů, 4 asistence.
V následující sezóně vstřelil vítězný gól PSV při výhře 2:1 nad Ajaxem ve finále KNVB Cupu 2022, tedy nizozemského poháru. 31. srpna 2022 se dočkal svého prvního hattricku v A—týmu při výhře 7:1 nad Volendamem.
Ačkoli se v létě 2022 hodně mluvilo o Gakpově odchodu z PSV, přičemž mezi zájemci byly především kluby z Premier League, jmenovitě Manchester United, Leeds United a Southampton, hráč nakonec zůstal v klubu, kde vyrůstal.

## Reprezentační kariéra
Gakpo si mohl poměrně dosti vybírat, čí barvy bude hájit na mezinárodní úrovni. Nabízelo se buď země kde se narodil, tedy Nizozemsko, nebo africké země Ghanu a Togo. Nakonec se rozhodl pro svou rodnou vlast, a to již od mládežnických kategoriích, kde postupně vystřídal výběry do 18 let, do 19 let, do 20 let, a do 21 let.
Do prvního týmu byl povolán do bez jakékoliv přípravy hned na mezinárodní turnaj, čímž bylo EURO 2020 a debutoval ve třetím utkání skupinové fáze proti Severní Makedonii jako střídající hráč v 79. minutě za Frenkieho de Jonga. I díky tomu se stal prvním nizozemským hráčem, který si debut připsal na mistrovství Evropy, od Martiena Vreijsena v roce 1980.
V listopadu 2022 se prvně představil na Mistrovství světa pořádané v Kataru, se kterým se Nizozemsko ocitlo v téže skupině. V základní sestavě trenéra Louise van Gaala nastoupil 21. listopadu proti Senegalu a po takřka 85 minutách vstřelil hlavou první gól tohoto střetnutí. Nizozemsko zvítězilo výsledkem 2:0. Nejrychlejším gólem dosavadního turnaje poslal národní mužstvo o čtyři dny později do vedení proti Ekvádoru. Na jeho gól v šesté minutě (a jedinou střelu Nizozemska na branku) ale soupeř zareagoval vyrovnáním na 1:1 a tímto výsledkem zápas i skončil.

## Profil fotbalisty
Obvykle nastupuje na levém křídle, ale často se však zasekávačkou po pravé noze dostává do středu útoku a využívá své rychlosti a driblérské schopnosti k tomu, aby si poradil s obránci, dokud nenajde prostor pro pokus o střelu. Díky své výšce se neztratí ani v hlavičkovém souboji. I proto je často nasazován i na hrot útoku.

## Soukromý život
Gakpo se narodil v Eindhovenu a vyrůstal ve čtvrti Stratum. Jeho otec se narodil v Togu a má ghanské předky, zatímco jeho matka je Nizozemka.

## Statistiky

### Klubové
K 1. lednu 2023
| Klub      | Sezóna  | Liga           | Liga   | Liga | Pohár  | Pohár | Evropské poháry | Evropské poháry | Ostatní | Ostatní | Celkem | Celkem |
| Klub      | Sezóna  | Liga           | Zápasy | Góly | Zápasy | Góly  | Zápasy          | Góly            | Zápasy  | Góly    | Zápasy | Góly   |
| --------- | ------- | -------------- | ------ | ---- | ------ | ----- | --------------- | --------------- | ------- | ------- | ------ | ------ |
| PSV       | 2017/18 | Eredivisie     | 1      | 0    | 0      | 0     | 0               | 0               | —       | —       | 1      | 0      |
| PSV       | 2018/19 | Eredivisie     | 16     | 1    | 2      | 1     | 1               | 0               | 0       | 0       | 19     | 2      |
| PSV       | 2019/20 | Eredivisie     | 25     | 7    | 2      | 0     | 11              | 1               | 1       | 0       | 39     | 8      |
| PSV       | 2020/21 | Eredivisie     | 23     | 7    | 1      | 0     | 5               | 4               | —       | —       | 29     | 11     |
| PSV       | 2021/22 | Eredivisie     | 27     | 12   | 4      | 2     | 15              | 7               | 1       | 0       | 47     | 21     |
| PSV       | 2022/23 | Eredivisie     | 14     | 9    | 0      | 0     | 9               | 3               | 1       | 1       | 24     | 13     |
| PSV       | Celkem  | Celkem         | 106    | 36   | 9      | 3     | 41              | 15              | 3       | 1       | 159    | 55     |
| Liverpool | 2022/23 | Premier League | 0      | 0    | 0      | 0     | 0               | 0               | —       | —       | 0      | 0      |
| Celkem    | Celkem  | Celkem         | 106    | 36   | 9      | 3     | 41              | 15              | 3       | 1       | 159    | 55     |

### Reprezentační
K 9. prosinci 2022
| Nizozemsko | Nizozemsko | Nizozemsko |
| Rok        | Zápasy     | Góly       |
| ---------- | ---------- | ---------- |
| 2021       | 4          | 1          |
| 2022       | 10         | 5          |
| Celkem     | 14         | 6          |

#### Reprezentační góly
| Gól | Datum              | Místo                                      | Soupeř     | Skóre | Výsledek | Soutěž                                |       |
| --- | ------------------ | ------------------------------------------ | ---------- | ----- | -------- | ------------------------------------- | ----- |
| 1.  | 4. září 2021       | Philips Stadion, Eindhoven, Nizozemsko     | Černá Hora | 4:0   | 4:0      | Kvalifikace na Mistrovství světa 2022 | [ 3 ] |
| 2.  | 14. června 2022    | De Kuip, Rotterdam, Nizozemsko             | Wales      | 2:0   | 3:2      | Liga národů UEFA 2022/2023            | [ 4 ] |
| 3.  | 22. září 2022      | Národní stadion, Varšava, Polsko           | Polsko     | 1:0   | 2:0      | Liga národů UEFA 2022/2023            | [ 5 ] |
| 4.  | 21. listopadu 2022 | Al Thumama Stadium, Dauhá, Katar           | Senegal    | 1:0   | 2:0      | Mistrovství světa 2022                | [ 6 ] |
| 5.  | 25. listopadu 2022 | Chalífův mezinárodní stadion, Dauhá, Katar | Ekvádor    | 1:0   | 1:1      | Mistrovství světa 2022                | [ 7 ] |
| 6.  | 29. listopadu 2022 | Stadion Bajt, Al Chúr, Katar               | Katar      | 1:0   | 2:0      | Mistrovství světa 2022                | [ 8 ] |

## Úspěchy

### Týmové
- Eredivisie: 2017/18[9]
- Nizozemský fotbalový pohár: 2021/22[10]
- Nizozemský fotbalový superpohár: 2021,[11] 2022[12]

### Individuální
- Nizozemský fotbalista roku: 2021[13]